# 普羅斯佩克特 (路易斯安那州)
普羅斯佩克特（英語：Prospect）是位於美國路易斯安那州格蘭特堂區的一個普查規定居民點。

## 人口
根據2020年美國人口普查的數據，普羅斯佩克特的面積為3.83平方千米，當中陸地面積為3.82平方千米，而水域面積為0.01平方千米。當地共有人口380人，而人口密度為每平方千米99.22人。